# Donnie Hamzik
Donnie Hamzik (Binghamton, 18 ottobre 1956) è un batterista statunitense.
È stato il secondo batterista della band heavy metal Manowar.

## Biografia
Entrò nei Manowar nel 1981, dopo che il suo nome venne proposto ai già membri della band Joey DeMaio (bassista) ed Eric Adams (voce) da alcuni addetti ai lavori, che segnalarono Donnie come uno dei migliori batteristi del tempo nello stato della Florida. I due, che dovevano trovare un sostituto al "dimissionario" Karl Kennedy, gli inviarono delle cassette con le parti della batteria che Hamzik doveva suonare per effettuare il provino, ma lo stesso batterista addirittura reincise le stesse, cambiandole a suo piacimento in alcuni punti. Il suo stile colpi' immediatamente De Maio e Adams che decisero di accoglierlo ufficialmente nella band. Donnie Hamzik partecipò quindi al primo album dei Manowar: Battle Hymns (Inni di battaglia), del 1981, e al suo relativo tour promozionale. Ma successivamente, a soli 2 anni dal suo ingresso nel gruppo, stanco dei continui spostamenti per le esibizioni live, lasciò la band per dedicarsi alla più "tranquilla" attività di "session-drummer" e venne sostituito da Scott Columbus.
È tornato ad esibirsi con i Manowar il 23 luglio 2005 in occasione dell'Earthsheaker Festival, organizzato a Geiselwind in Germania. In quella occasione, i Manowar si esibirono con tutti i componenti passati e presenti della band ed Hamzik diede il suo contributo suonando in pezzi quali Metal Daze, Dark Avenger e Battle Hymn. Tale esibizione è visibile nel doppio dvd dei Manowar The Day the Earth Shock - The Absolute Power del 2006.
Nel 2010 è stato annunciato il suo ritorno nei Manowar in cui ha partecipato alla nuova registrazione dell'album Battle Hymns (Battle Hymns MMXI) e al nuovo disco di inediti The Lord of Steel, uscito nel 2012.

## Discografia
- 1982 - Battle Hymns
- 2009 - Thunder in the Sky (EP)
- 2010 - Battle Hymns MMXI
- 2012 - The Lord of Steel